# Robert Ashley
Robert Ashley (Ann Arbor, 28 de março de 1930 — 3 de março de 2014) foi um escritor e cantor estadunidense.